# Gail (Ausztria)
A Gail (friuli nyelven Zelia, szlovénül: Zilja) folyó Ausztria déli részén, a Tirol tartományhoz tartozó Kelet-Tirolban és Karintia tartományban, a Dráva jelentős jobboldali mellékfolyója.

## Fekvése
Hossza 122,2 kilométer, vízgyűjtő területe 1403 km², átlagos vízhozama 45,08 m³/s.
Kelet-Tirolban, a Karni-Alpokban, a 2094 m magas Tilliachi-hágóban (Tilliacher Joch), Obertilliach község fölött. Innen nyugatról kelet felé halad, a karintiai Gail-völgyön (Gailtail) és Lesach-völgyön (Lesachtal) keresztül, előbb az osztrák–olasz, majd az osztrák–szlovén államhatárral párhuzamosan. A Gail folyó völgyét két hegylánc fogja közre: északról a Lienzi-Dolomitok (Lienzer Dolomiten), majd a Gail-völgyi Alpok (Gailtaler Alpen), délről a Karni-Alpok (németül: Karnische Alpen, olaszul: Alpi Carniche), amelynek főgerincén fut az államhatár.
A Villach városához tartozó Maria Gail falunál ömlik a Drávába.

## Fordítás
- Ez a szócikk részben vagy egészben  a   Gail River című angol Wikipédia-szócikk fordításán alapul.  Az eredeti cikk szerkesztőit annak laptörténete sorolja fel. Ez a jelzés csupán a megfogalmazás eredetét és a szerzői jogokat jelzi, nem szolgál a cikkben szereplő információk forrásmegjelöléseként.